# Quercus rolfsii
Quercus rolfsii är en bokväxtart som beskrevs av John Kunkel Small. Quercus rolfsii ingår i släktet ekar, och familjen bokväxter. Inga underarter finns listade i Catalogue of Life.